# The Wind at Dawn
The Wind at Dawn è una poesia scritta da Caroline Alice Roberts e messa in musica dal compositore inglese Edward Elgar nel 1888.

## Storia
La poesia fu scritta nel 1880 dalla Roberts prima di incontrare Elgar; si sposarono l'anno successivo alla stesura della canzone.
Alice regalò la poesia a Edward quando si fidanzarono ed era tale la qualità del lavoro che mise in essa - la parte indipendente brillante per pianoforte, la voce a volte sottile, a volte eroica - che vinse il primo premio di £5 in un concorso organizzato dalla casa editrice di Joseph Williams. La canzone apparve di conseguenza sulla rivista Magazine of Music del luglio 1888. Elgar a sua volta le donò Salut d'Amour come regalo di fidanzamento e Jerrold Northrop Moore trova una somiglianza in alcune parti tra le due opere.
Fu pubblicata da Boosey & Co. nel 1907 ed Elgar aggiunse la dedica al tenore tedesco Ludwig Wüllner.
Elgar arrangiò la canzone per orchestra nel 1912.

## Versi
THE WIND AT DAWN
And the wind, the wind went out to meet with the sun
At the dawn when the night was done,
And he racked the clouds in lofty disdain
As they flocked in his airy train.
And the earth was grey, and grey was the sky,
In the hour when the stars must die;
And the moon had fled with her sad, wan light,
For her kingdom was gone with night.
Then the sun upleapt in might and in power,
And the worlds woke to hail the hour,
And the sea stream’d red from the kiss of his brow,
There was glory and light enow.
To his tawny mane and tangle of flush
Leapt the wind with a blast and a rush;
In his strength unseen, in triumph upborne,
Rode he out to meet with the morn!

## Incisioni
- Songs and Piano Music by Edward Elgar contiene "The Wind at Dawn" eseguita da Amanda Pitt (soprano), con David Owen Norris (piano).
- Rarely Heard Elgar[collegamento interrotto] Versione orchestrale di "The Wind at Dawn".  Munich Symphony Orchestra con Douglas Bostock, sull'etichetta ClassicO.
- Elgar: Complete Songs for Voice & Piano Amanda Roocroft (soprano), Reinild Mees (piano)
- The Songs of Edward Elgar SOMM CD 220 Christopher Maltman (baritono) con Malcolm Martineau (piano), al Southlands College, Londra, aprile 1999